# Уралоглу, Абдулкадир
Абдулкадир Уралоглу (тур. Abdulkadir Uraloğlu; род. 1966, Трабзон) — турецкий государственный деятель. Министр транспорта и инфраструктуры Турции (с 2023).

## Биография
Родился в 1966 году в Трабзоне.
В 1988 году окончил Караденизский технический университет, факультет гражданского строительства.
В 1988 году начал работать в качестве инженера. В 1989 году стал инженером 12-го регионального Директората автомобильных дорог Эрзурума. В 1990—1998 годах работал в качестве инженера, инженера-контролёра и главы отдела контроля 4-го регионального Директората автомобильных дорог Анкары.
В 1998 году вернулся в Директорат Эрзурума. Являлся главным инженером по строительству Директората автомобильных дорог Эрзурума.
С 2003 года являлся заместителем регионального управляющего автомобильных дорог Трабзона. С 2005 года являлся региональным управляющим автомобильных дорог Кайсери, с 2006 года — Самсуна.
С 2013 года являлся региональным директором автомобильных дорог Измира.
23 июля 2018 года назначен руководителем Генерального Директората автомобильных дорог Турции.
На данных должностях занимался улучшением качества дорог, строительством, проектированием, планированием выделенных дорог, дорог со смешанным покрытием, автомобильных трасс, мостов, тоннелей.
Участвовал в ликвидации стихийных бедствий в Унье (2018), Араклы (2019), Ризе Артвине (2021), Аянджике (2021), последствий наводнения Кастамону (2021), пожаров в регионе Анталия-Мугла (2021), Элязыге (2020), Измире (2020), серии землетрясений в Турции в 2023 году.
Являлся председателем Государственного комитета дорог Турции, Фонда автомобильных трасс Турции, «TT Mobil».
Являлся кандидатом в депутаты Великого национального собрания Турции от Партии справедливости и развития. Не был избран.
3 июня 2023 года назначен министром транспорта и инфраструктуры Турции.